# Nekrolog 1673
Nekrolog
◄◄
| ◄
| 1669
| 1670
| 1671
| 1672
| 1673 | 1674 | 1675 | 1676 | 1677 | ► | ►►
Weitere Ereignisse | Allgemeiner Nekrolog 1673
Die Beschreibung der verstorbenen Person sollte so kurz wie möglich gehalten sein und nur deren signifikante Tätigkeit(en) enthalten.
Neue Namen ggf. auch unter dem Geburts- und Sterbedatum, also etwa unter 1. Januar und im Geburts- und Sterbejahr (2024) eintragen (nur bei entsprechender großer Wichtigkeit). Für Beispiele siehe die schon vorhandenen Artikel.
Außerdem über die fünf zuletzt Verstorbenen, zu denen es einen ausreichend guten Artikel für eine Präsentation auf der Hauptseite gibt, nach der todesbedingten Überarbeitung der Artikel ggf. auch unter Wikipedia Diskussion:Hauptseite informieren und sie am besten auch in den anderen Wikipedia-Sprachversionen eintragen. Tipp: Regelmäßig bei news.google.de nach „ist tot“, „gestorben“ oder „verstorben“ suchen.
Wenn eine Person gestorben ist, gibt es viele Seiten zu dieser Person in der Wikipedia, die davon auch betroffen sind und entsprechend aktualisiert werden müssen. Beispiele: Namenübersichtsseite, Geburtsjahr, Geburtsort-Seiten und viele mehr.
Wie finde ich die betroffenen Seiten?
Im Suchfeld auf der linken Seite gibt man den Suchbegriff so ein: „Vorname Nachname“. Dann klickt man auf Volltext und alle Seiten mit entsprechendem Suchtext werden aufgerufen. Hier sieht man dann schnell, wo auch das Todesjahr Sinn macht oder sogar ein Teil des Artikels angepasst werden muss. Auch hilft das „Werkzeug“ auf der linken Seite sehr gut, um solche Seiten aufzufinden: „Links auf diese Seite“. Somit ist die Wikipedia wieder aktuell in allen Bereichen! Hinweis: bei Eintragung der Kategorie „Gestorben JAHR“ wird der Missbrauchsfilter 49 ausgelöst, was jedoch nicht schlimm ist. Siehe: Spezial:Missbrauchsfilter/49
Dies ist eine Liste von im Jahr 1673 verstorbenen bekannten Persönlichkeiten. Die Einträge erfolgen innerhalb der einzelnen Daten alphabetisch sortiert. Tiere sind im Nekrolog für Tiere zu finden.

## Januar
| Tag        | Name                               | Beruf, bekannt als                                                          | Alter | Beleg |
| ---------- | ---------------------------------- | --------------------------------------------------------------------------- | ----- | ----- |
| 1. Januar  | Carlo Gualterio                    | Erzbischof von Fermo und ein Kurienkardinal der römisch-katholischen Kirche |       |       |
| 5. Januar  | Bernardin Buchinger                | elsässischer Zisterzienserabt                                               | 66    |       |
| 6. Januar  | Wenzeslaus von Thun und Hohenstein | Bischof von Passau und Gurk                                                 | 43    |       |
| 13. Januar | Severus Christoph Olpius           | deutscher Moralphilosoph und lutherischer Theologe                          | 49    |       |
| 21. Januar | Carl Ferdinand Fabritius           | deutscher Maler                                                             |       |       |
| 22. Januar | Konrad Gumprecht von Aldenbrück    | Generalwachtmeister und Geheimer Rat                                        |       |       |

## Februar
| Tag         | Name                         | Beruf, bekannt als                                                                      | Alter | Beleg |
| ----------- | ---------------------------- | --------------------------------------------------------------------------------------- | ----- | ----- |
| 1. Februar  | Andreas IV. Deichmann        | deutscher Stiftspropst                                                                  |       |       |
| 1. Februar  | Georg Friedrich Laurentius   | Arzt, Pharmazeut und Fachpublizist                                                      | 78    |       |
| 2. Februar  | Kaspar Förster der Jüngere   | deutscher Sänger, Kapellmeister und Komponist                                           |       |       |
| 4. Februar  | Adrian Siemerding            | deutscher Maurermeister, Steinhauer und (Rats-)Baumeister, Urenkel von Arndt Siemerding |       |       |
| 10. Februar | Christoph von Kannenberg     | preußischer General                                                                     | 58    |       |
| 11. Februar | Taco van Glins               | niederländischer Rechtswissenschaftler                                                  | 53    |       |
| 12. Februar | Johann Philipp von Schönborn | Erzbischof von Mainz, Bischof von Würzburg                                              | 67    |       |
| 13. Februar | Joannes Baptista Dolar       | Komponist in Wien                                                                       |       |       |
| 14. Februar | Carlo Roberti                | italienischer Kardinal und Bischof                                                      |       |       |
| 17. Februar | Molière                      | französischer Komödiendichter, Theaterregisseur und Schauspieler                        |       |       |
| 18. Februar | Federico Borromeo            | italienischer Kardinal und Bischof                                                      | 55    |       |
| 22. Februar | Anna Magdalene von Hanau     | deutsche Gräfin                                                                         | 72    |       |

## März
| Tag      | Name                          | Beruf, bekannt als                                                                                                | Alter | Beleg |
| -------- | ----------------------------- | --- | ----- | ----- |
| 4. März  | Jacob Köck                    | österreichischer Orgelbauer                                                                                       | 42    |       |
| 12. März | Margarita Theresa von Spanien | spanische Prinzessin, Kaiserin des Heiligen Römischen Reichs                                                      | 21    |       |
| 15. März | Salvator Rosa                 | italienischer Maler                                                                                               |       |       |
| 19. März | Yu Hyeong-won                 | koreanischer Politiker und neokonfuzianischer Philosoph                                                           | 51    |       |
| 20. März | Anna Margareta Wrangel        | Ehefrau des schwedischen Heerführers und Staatsmanns Carl Gustav Wrangel                                          | 51    |       |
| 29. März | Johannes Gerdes               | deutscher Theologe und Professor für orientalische Sprachen                                                       | 48    |       |
| 31. März | Christoph Friedrich von Salza | protestantischer Adliger, Lehensmann des sächsischen Kurfürsten Johann Georg II. und kurfürstlich-sächsischer Rat |       |       |

## April
| Tag       | Name                      | Beruf, bekannt als | Alter | Beleg |
| --------- | ------------------------- | --- | ----- | ----- |
| 5. April  | François Caron            | Kaufmann, Leiter der niederländischen Handelsniederlassung Hirado, Gouverneur auf Formosa, Generaldirektor der Niederländischen Ostindien-Kompanie, Generaldirektor der Französischen Ostindien-Kompanie |       |       |
| 12. April | Andreas Reyher            | deutscher Pädagoge | 71    |       |
| 29. April | Cristóbal Ferrado García  | spanischer Mönch und Maler |       |       |
| April     | Philip de Chiese          | Kammerjunker, Baumeister und Generalquartiermeister | 43    |       |
| April     | Adriaen Hendriksz Verboom | niederländischer Maler und Radierer |       |       |

## Mai
| Tag     | Name                      | Beruf, bekannt als                                       | Alter | Beleg |
| ------- | ------------------------- | -------------------------------------------------------- | ----- | ----- |
| 4. Mai  | Richard Brathwaite        | englischer Autor                                         |       |       |
| 4. Mai  | Michael Schirmer          | deutscher Pädagoge und Kirchenliederdichter              | 66    |       |
| 6. Mai  | Werner Rolfinck           | deutscher Arzt, Naturforscher und Botaniker              | 73    |       |
| 13. Mai | Johann Bach               | deutscher Komponist, Großonkel von Johann Sebastian Bach |       |       |
| 16. Mai | Sebastian Calw            | Bürgermeister von Heilbronn                              | 73    |       |
| 16. Mai | Andreas Cassius           | deutscher Arzt und Chemiker                              |       |       |
| 18. Mai | Samuel Maresius           | reformierter Theologe                                    | 73    |       |
| 23. Mai | Johann Ulrich von Wallich | sächsischer Jurist in schwedischen Diensten              |       |       |

## Juni
| Tag      | Name                                  | Beruf, bekannt als                                                           | Alter | Beleg |
| -------- | ------------------------------------- | ---------------------------------------------------------------------------- | ----- | ----- |
| 6. Juni  | Rudolph Levin Marschall               | kursächsischer Kammerherr, Erbmarschall von Thüringen und Rittergutsbesitzer | 67    |       |
| 7. Juni  | Eugen Moritz von Savoyen-Carignan     | Graf von Soissons und Dreux, General unter Ludwig XIV.                       | 38    |       |
| 12. Juni | Gerard Claesz Hasselaer               | Bürgermeister und Schout von Amsterdam                                       | 52    |       |
| 16. Juni | Maria van der Deliën                  | niederländische Dichterin                                                    |       |       |
| 18. Juni | Jeanne Mance                          | französische Laienschwester und Krankenpflegerin                             | 66    |       |
| 25. Juni | Charles d’Artagnan de Batz-Castelmore | Kapitän der Musketiere                                                       |       |       |
| Juni     | Diego González Montero                | chilenischer Offizier in spanischen Diensten                                 |       |       |

## Juli
| Tag      | Name                 | Beruf, bekannt als                                                         | Alter | Beleg |
| -------- | -------------------- | -------------------------------------------------------------------------- | ----- | ----- |
| 4. Juli  | Robert Moray         | schottischer Universalgelehrter, Freimaurer und Mitglied der Royal Society |       |       |
| 7. Juli  | Bonaventura Rehefeld | deutscher lutherischer Theologe                                            | 62    |       |
| 9. Juli  | Johann Rudolph Ahle  | deutscher Komponist, Organist, Dichter, evangelischer Kirchenmusiker       | 47    |       |
| 17. Juli | Christian Groß       | deutscher lutherischer Theologe, Generalsuperintendent in Hinterpommern    | 71    |       |
| 23. Juli | Balthasar Rösler     | deutscher Bergmann                                                         | 67    |       |
| 25. Juli | Peter von Buschmann  | Paderborner und kurkölner Kanzler                                          |       |       |

## August
| Tag        | Name                                  | Beruf, bekannt als                                                | Alter | Beleg |
| ---------- | ------------------------------------- | ----------------------------------------------------------------- | ----- | ----- |
| 2. August  | Georg Neufeld                         | deutscher Philosoph                                               | 46    |       |
| 8. August  | Johann Gottfried Perger               | deutscher Adliger, Burgherr von Klam                              | 75    |       |
| 13. August | Christian Friedrich Crocius           | deutscher Mediziner, Orientalist und Hochschullehrer.             | 49    |       |
| 13. August | Caspar Wittich                        | deutscher Unternehmer                                             | 71    |       |
| 17. August | Reinier de Graaf                      | niederländischer Arzt und Forscher, Entdecker der Ovarialfollikel | 32    |       |
| 18. August | Johann Georg Schmid von Schmidsfelden | deutscher Adeliger                                                | 66    |       |
| 25. August | John Theyer                           | britischer Rechtsanwalt, Schriftsteller, Antiquar und Bibliophile |       |       |

## September
| Tag           | Name                           | Beruf, bekannt als                                                                     | Alter | Beleg |
| ------------- | ------------------------------ | -------------------------------------------------------------------------------------- | ----- | ----- |
| 9. September  | Amandus Pachler                | Abt, Philosoph                                                                         | 48    |       |
| 11. September | Johannes Fürsen                | deutscher evangelischer Theologe                                                       | 67    |       |
| 12. September | Erasmus Schindler              | deutscher Unternehmer und Blaufarbenherr                                               | 65    |       |
| 13. September | Ludolf Lorenz von Krosigk      | kurfürstlich-brandenburgischer Kriegsrat, Kammerherr und Obrist                        | 46    |       |
| 17. September | Jacques Barrelier              | französischer Botaniker                                                                |       |       |
| 18. September | Justus Gesenius                | deutscher lutherischer Theologe und Kirchenlieddichter                                 | 72    |       |
| 19. September | Heinrich Günther von Baudissin | Amtmann von Gottorp und herzoglicher Hofmarschall                                      | 37    |       |
| 21. September | Caeso Gramm                    | Professor für Naturkunde und Griechisch an der Christian-Albrechts-Universität zu Kiel | 33    |       |
| 21. September | Lorenzo Imperiali              | italienischer Kardinal                                                                 | 61    |       |
| 28. September | Herman Fleming                 | schwedischer Politiker und Militär                                                     | 54    |       |
| 29. September | Barthélemy Amilia              | französischer römisch-katholischer Geistlicher und Dichter okzitanischer Sprache       |       |       |

## Oktober
| Tag         | Name                                  | Beruf, bekannt als | Alter | Beleg |
| ----------- | ------------------------------------- | --- | ----- | ----- |
| 3. Oktober  | Maximilian Reichenberger              | böhmischer Jesuit | ≈60   |       |
| 8. Oktober  | Johann Ernst I. von Isenburg-Büdingen | Begründer der Büdinger Linie der Isenburger                                                                               | 48    |       |
| 13. Oktober | Christoffer von Gabel                 | Händler und Statthalter von König Frederik III. von Dänemark                                                              | 56    |       |
| 14. Oktober | Diego Osorio de Escobar               | Bischof von Tlaxcala und Vizekönig von Neuspanien                                                                         |       |       |
| 16. Oktober | Johann Hartmann Kornmann              | deutscher Rechtswissenschaftler                                                                                           |       |       |
| 20. Oktober | Barent Fabritius                      | holländischer Maler |       |       |
| 22. Oktober | Franz Ludwig Faust von Stromberg      | Freiherr und Dompropst in Würzburg                                                                                        | 68    |       |
| 24. Oktober | Gotthard Broemse                      | Ratsherr der Hansestadt Lübeck                                                                                            |       |       |
| 31. Oktober | Kurt Christoph von Königsmarck        | niederländischer Generalleutnant, schwedischer Vizegouverneur in Stade, schwedischer Reichsfeldzeugmeister und Staatsmann | 39    |       |

## November
| Tag          | Name                           | Beruf, bekannt als                                          | Alter | Beleg |
| ------------ | ------------------------------ | ----------------------------------------------------------- | ----- | ----- |
| 10. November | Michael I.                     | König von Polen (1669–1673)                                 | 33    |       |
| 10. November | François-Antoine Pomey         | französischer Jesuit, Altphilologe, Romanist und Lexikograf | 54    |       |
| 11. November | Joachim Carstens               | deutscher Jurist und Syndikus                               | 77    |       |
| 14. November | Mario Nuzzi                    | römischer Stilllebenmaler                                   | 70    |       |
| 15. November | Thomas Wharton                 | englischer Arzt und Anatom                                  | 59    |       |
| 16. November | Ana Katarina Frankopan-Zrinski | kroatische Dichterin                                        |       |       |
| 27. November | Anthonie Palamedesz.           | niederländischer Porträt- und Genremaler                    |       |       |
| 29. November | Armand de Gramont              | französischer Höfling, Abenteurer und Militär               |       |       |
| 29. November | Raffaello Vanni                | italienischer Maler des Barock                              | 86    |       |

## Dezember
| Tag          | Name                             | Beruf, bekannt als                                      | Alter | Beleg |
| ------------ | -------------------------------- | ------------------------------------------------------- | ----- | ----- |
| 6. Dezember  | Guillaume le Vasseur de Beauplan | französischer Kartograf, Militäringenieur und Architekt |       |       |
| 13. Dezember | Pedro Nuño Colón de Portugal     | spanischer Offizier und Kolonialverwalter               |       |       |
| 18. Dezember | Francesco Gonzaga                | Bischof von Nola                                        |       |       |
| 28. Dezember | Joan Blaeu                       | niederländischer Kartograf, Kupferstecher und Verleger  |       |       |
| 31. Dezember | Christoph Philipp Richter        | deutscher Rechtswissenschaftler                         | 71    |       |
| Dezember     | Dietrich Steffkins               | deutscher Komponist und Gambist                         |       |       |

## Datum unbekannt
| Tag | Name                         | Beruf, bekannt als                                                            | Alter | Beleg |
| --- | ---------------------------- | ----------------------------------------------------------------------------- | ----- | ----- |
|     | Margaret Cavendish           | englische Adelige und Schriftstellerin                                        |       |       |
|     | François Cosset              | französischer Komponist                                                       |       |       |
|     | Mateus da Costa              | Generalkapitän von Solor und Timor und Topasse-Herrscher                      |       |       |
|     | Semjon Iwanowitsch Deschnjow | russischer Kosak und Entdecker                                                |       |       |
|     | Hélène Fourment              | zweite Frau von Peter Paul Rubens                                             |       |       |
|     | Johan Garmann                | dänisch-norwegischer Kaufmann und Politiker                                   |       |       |
|     | Roman Giel von Gielsberg     | deutscher Abt, Fürstabt im Fürststift Kempten (1639–1673)                     |       |       |
|     | Pieter Holsteyn der Jüngere  | niederländischer Maler, Zeichner und Druckgrafiker                            |       |       |
|     | Johann Krane                 | Reichshofrat                                                                  |       |       |
|     | Wilhelm Kreußler             | deutscher Fechtmeister                                                        |       |       |
|     | Johan Lehr                   | deutscher Glockengießer                                                       |       |       |
|     | Isaac Moillon                | französischer Maler                                                           |       |       |
|     | Paolo Porpora                | italienischer Maler                                                           |       |       |
|     | Peng Sunyi                   | Literat aus Haiyan in Zhejiang am Ende der Ming- und Anfang der Qing-Dynastie |       |       |
|     | Barbara Juliane Penzel       | deutsche Dichterin des Barock                                                 |       |       |
|     | Enea Silvio Piccolomini      | Herzog von Amalfi, Reichsfürst, Besitzer der ostböhmischen Herrschaft Náchod  |       |       |
|     | Adam Pijnacker               | holländischer Maler                                                           |       |       |
|     | Giovanni Battista Quagliata  | italienischer Maler                                                           |       |       |
|     | Lemme Rossi                  | italienischer Musiktheoretiker                                                |       |       |
|     | Caspar Schmalkalden          | Soldat in holländischen Diensten                                              |       |       |
|     | Yin-Yüan                     | chinesischer Zen-Mönch                                                        |       |       |